# 赫利維爾 (紐約州)
赫利維爾（英語：Hurleyville）是位於美國紐約州沙利文縣的普查規定居民點。

## 人口
根據2020年美國人口普查的數據，赫利維爾的面積為2.90平方千米，皆為陸地。當地共有人口519人，而人口密度為每平方千米178.97人。